# Afonso Redentor Araújo
Afonso Maria do Santíssimo Redentor Araújo, auch Santíssimo Redentor, (* 2. August 1942, Portugiesisch-Timor; † Februar/März 1979, Timor Timur) war der Komponist von Pátria, der Nationalhymne Osttimors. Komponiert wurde die Hymne bereits 1975. Erst mit der Unabhängigkeit von Osttimor am 20. Mai 2002 wurde sie zur Nationalhymne erklärt.
Afonso wurde zwischen Februar und März 1979 durch die Indonesier, die Osttimor besetzt hatten, gefangen genommen und später hingerichtet.
Afonso war der sechste von acht Geschwistern. Sein Bruder ist Abílio Araújo, ehemaliger FRETILIN-Repräsentant in Übersee, Komponist der Parteihymne der FRETILIN „Foho Ramelau“ und Gründer und Präsident der Timoresischen Nationalistischen Partei (PNT). Die jüngste Schwester Aliança Araújo saß für die PNT im Nationalparlament Osttimors.
2006 wurde Araújo posthum der Ordem de Dom Boaventura verliehen. Seine sterblichen Überreste wurden erst 2012 aufgefunden.